# François-Joseph de Battenberg
Pour les autres membres de la famille, voir Maison de Battenberg.
Franz Joseph, prince de Battenberg, né le 24 septembre 1861 à Padoue, en Italie, et mort le 31 juillet 1924 à Territet, en Suisse, est un officier militaire allemand.

## Biographie
Fils du prince Alexandre de Hesse et de Julia von Hauke, il est un temps considéré pour le trône de Bulgarie, mais son frère Alexandre est finalement choisi. Il suit son frère en Bulgarie et sert dans l'armée comme colonel de cavalerie.
Il fait une proposition de mariage à Consuelo Vanderbilt en 1894, mais elle la décline. Il épouse alors en 1897 la princesse Anne de Monténégro, fille du roi Nicolas Ier de Monténégro.
Il était un ami proche du roi Victor-Emmanuel III d'Italie à qui il rendit régulièrement visite ; leurs épouses étaient sœurs.